# Brumby (Pferd)
Brumby ist ein australisches verwildertes Pferd, ähnlich den amerikanischen Mustangs. Sie stammen von domestizierten Pferden und von Reitpferden ab, die nach dem Goldrausch in der Mitte des 19. Jahrhunderts freigelassen wurden.
Hintergrundinformationen zur Pferdebewertung und -zucht finden sich unter: Exterieur, Interieur und Pferdezucht.

## Herkunft des Namens
Die Bezeichnung „Brumby“ wird meist auf Sergeant James Brumby zurückgeführt, der seine Pferde zurückließ, als er 1804 seine Besitzung in Mulgrave Place/New South Wales aufgab und nach Tasmanien auswanderte. Banjo Paterson definiert in der Einleitung zu seinem Gedicht „Brumby's Run“, veröffentlicht im Bulletin 1894 (Sydney), den Begriff als die Bezeichnung für das australische Wildpferd. Ein Leserbrief im Sydney Morning Herald von 1896 wiederum behauptet, „baroombie“ sei das Wort für Pferd in der Sprache der Urbevölkerung entlang der Flüsse Balonne, Nebine, Warrego und Bulloo (Süd-Queensland). Eine weitere Herleitung geht auf „Baramba“ zurück, den Namen eines Flüsschens oder einer Ranch im Queenslander Distrikt Burnett, in den 1840er Jahren gegründet und später aufgelassen, wobei viele der Pferde entwischten. Ferner wurde der Name mit dem irischen Wort „bromach“ (Hengstfohlen) in Verbindung gebracht.

## Exterieur

### Körperbau

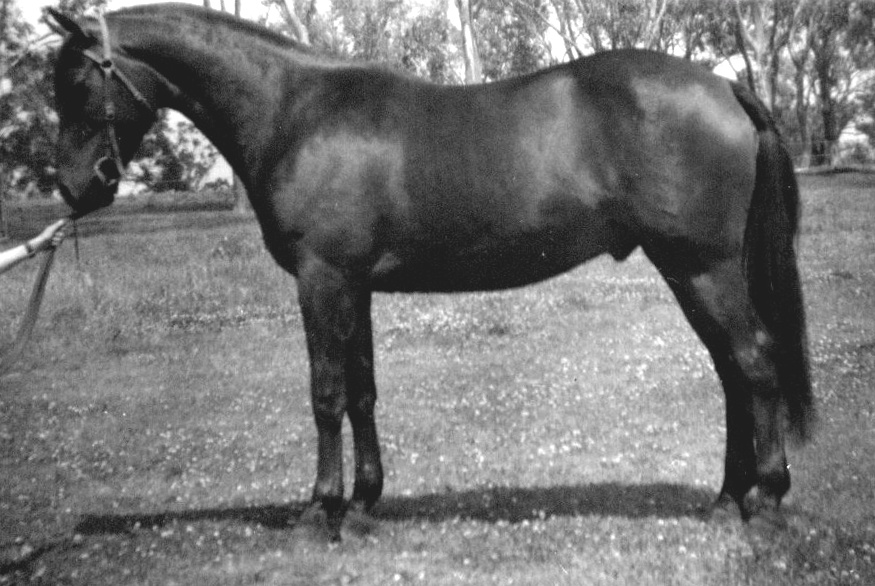
Ein harmonisch gebauter Brumby. Allerdings trifft das längst nicht auf alle Brumbies zu.

Die Population des Brumbys ist sehr uneinheitlich, daher ist es schwer, eine allgemeine Exterieurbeschreibung zu finden. Oftmals besitzt der Brumby folgende Merkmale:
- einen proportional großen, ausdrucksvollen Kopf,
- einen gut geformten, sehr kräftigen Hals mit langer Mähne,
- eine gut gelagerte Schulter,
- einen ausgeprägten Widerrist,
- einen breiten und tiefen Rumpf,
- einen tendenziell langen Rücken,
- ein stabiles Fundament mit kurzen Beinen, derben Gelenken und etwas Kötenbehang sowie
- große Hufe.

### Stockmaß
Die Pferde können eine Widerristhöhe (Stockmaß) von 1,35 bis 1,50 m erreichen.

### Farbgebung
Der Brumby ist vorwiegend ein Brauner oder Falbe, aber es treten auch alle anderen Fellfarben, einschließlich Schecken, auf.

## Interieur
Brumbies gelten als ausdauernd, hart und zäh. Selbst große Hitze und Wassermangel können ihnen wenig anhaben. Außerdem sind Brumbies schnelle, wendige und trittsichere Pferde. Durch ihr sehr schwieriges, wildes Temperament werden sie teilweise als unzähmbar angesehen.

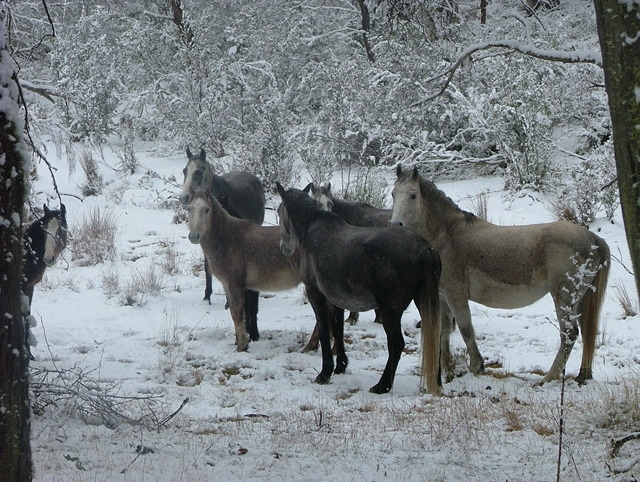
Der Brumby ist sehr robust. Weder kalte Winter mit Schneefall …
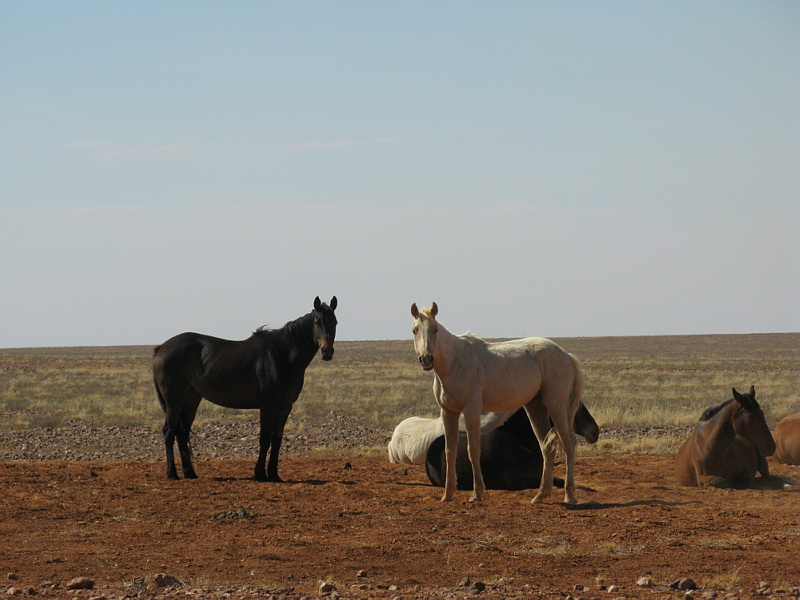
… noch heiße Sommer mit wenigen nahrhaften Gräsern und Wassermangel können ihm etwas anhaben.

## Zuchtgeschichte
Die ersten nach Australien eingeführten Pferde waren Kap-Pferde aus Südafrika, danach kamen Pferde aus Südamerika (wohl der chilenische Corralero) ins Land. Noch später wurden Timorponies aus Indonesien und verschiedene britische Pony- und Kaltblutrassen sowie zahlreiche Vollblut- und Araberpferde eingeführt. Spuren all dieser Rassen finden sich in der australischen Wildpferdpopulation.

## Verbreitungsgebiet
Obwohl sie in vielen Regionen des Kontinents vorkommen, sind die bekanntesten Brumbies in der Gegend der Snowy Mountains in Südostaustralien zu finden. Die meisten leben allerdings im Northern Territory, die zweitgrößte Population existiert in Queensland. In Australien gibt es mehr Wildpferde als in jedem anderen Land.

## Kontroversen um Bejagung
Brumbies vermehren sich so schnell, dass sie mittlerweile als Plage angesehen werden. Allein im Kosciuszko-Nationalpark stieg die Anzahl der wildlebenden Brumbies von 2021 bis 2023 von 14.000 auf 18.000 Tiere – ein Anstieg um 30 %. Vor allem dort wird auch das Ökosystem, welches nicht an Huftiere angepasst ist, durch die Wildpferde massiv beschädigt. Das australische Threatened Species Scientific Committee (TSSC) warnte daher davor, dass in nächster Zeit insgesamt zwölf Tierarten als Folge der Zerstörung ihres Lebensraums aussterben könnten, wenn der Bestand der Pferde nicht reduziert würde. Die wirksamste Methode zur Reduzierung des Bestands ist die Bejagung. Da die Tiere zumeist in unzugänglichen Habitaten leben, werden hierfür in der Regel Hubschrauber eingesetzt. Selten werden auch Einzeltiere gefangen, gezähmt und als Reit- oder Arbeitspferd verwendet.
Verschiedene Interessenorganisationen mobilisieren allerdings gegen die Bejagung der Brumbies. Diese seien Teil der australischen Mythologie und Kultur. Aktivisten beziehen sich hierbei vor allem auf die Silver Brumby-Romanreihe von Elyne Mitchell und die Ballade The Man from Snowy River von Andrew Barton Paterson. Als Folge der Proteste gegen die Bejagung gilt seit der Jahrtausendwende ein Verbot für die Jagd auf Brumbies aus der Luft in allen Nationalparks des Bundesstaats New South Wales. Die öffentliche Debatte lässt sich als aufgeheizt bezeichnen. Befürworter der Bejagung der Wildpferde erhalten teilweise Todesdrohungen.

## Namensgebung
Nach den Pferden ist die Rugby-Union-Mannschaft Brumbies aus Canberra benannt.